# Neoniphargus spenceri
Neoniphargus spenceri is een vlokreeftensoort uit de familie van de Neoniphargidae. De wetenschappelijke naam van de soort is voor het eerst geldig gepubliceerd in 1901 door Sayce.